# Amsacta flora
Amsacta flora är en fjärilsart som beskrevs av Swinhoe 1885. Amsacta flora ingår i släktet Amsacta och familjen björnspinnare. Inga underarter finns listade i Catalogue of Life.